# 盧卡·莫里西

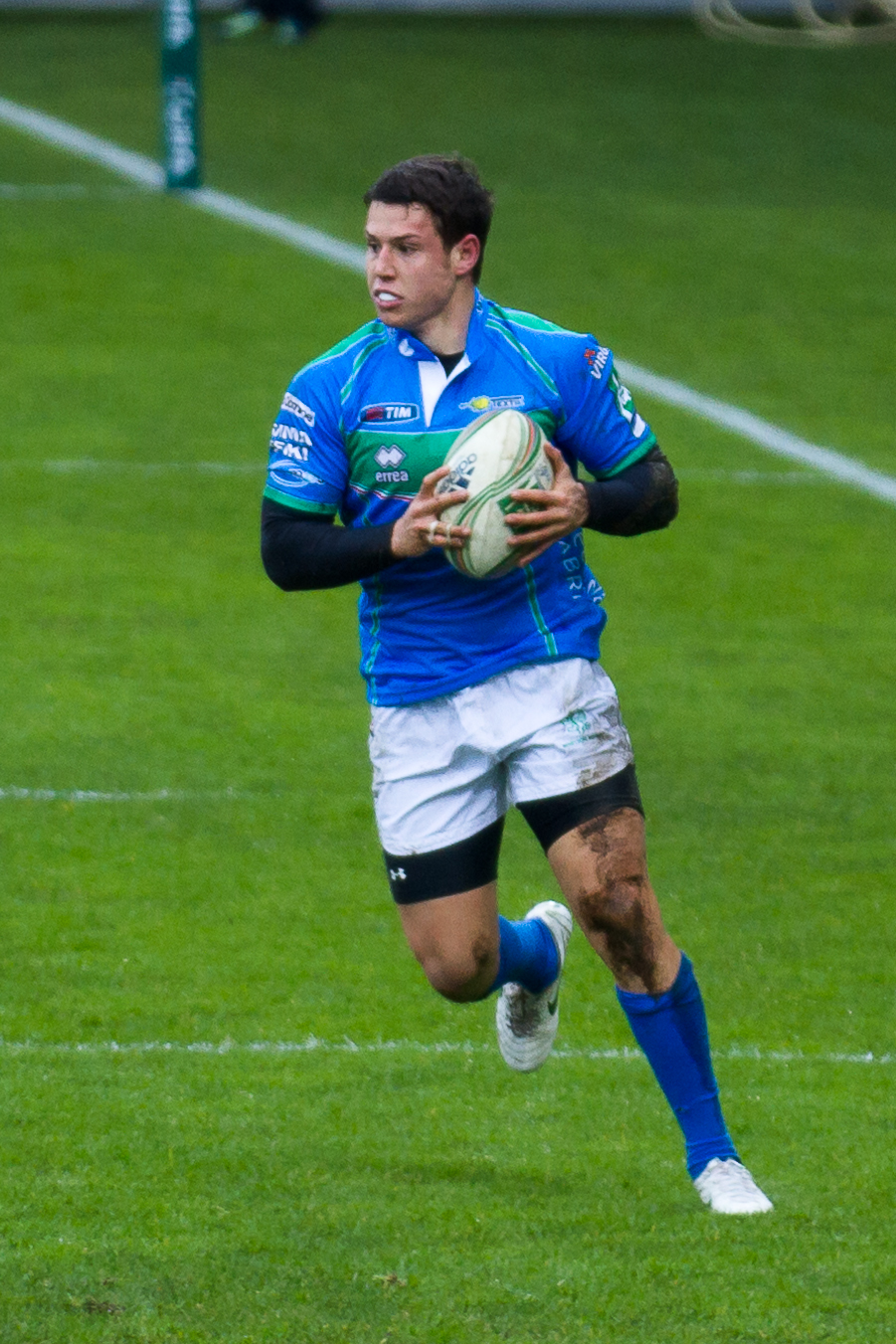
盧卡·莫里西

盧卡·莫里西（義大利語：Luca Morisi；1991年2月22日—）是一位意大利橄欖球運動員。他是意大利國家橄欖球隊的一員，代表意大利參加了2015年橄欖球六國賽。